# Jastarnia
Jastarnia (kašubsky Jastarniô, německy Putziger Heisternest) je město v severním Polsku v Pomořském vojvodství v okrese Puck, ležící na Helské kose. V roce 2023 zde žilo 2 608 obyvatel, rozloha města je asi 8 km².

## Historie
První zmínka o Jastarnii pochází z roku 1378.
Město mělo sehrát významnou roli při obraně Polska, na jeho území se nachází systém opevnění z roku 1939. Před začátkem druhé světové války nebylo zcela dokončeno (dokončení bylo plánováno na polovinu listopadu 1939). Součástí tohoto opevnění jsou pevnosti Saragossa, Sęp, Sabała, Sokoł a několik lehčích opevnění. Ze systému polské obrany byly tyto objekty vyčleněny až koncem 70. let 20. století, nyní jsou přístupné veřejnosti (kromě pevnosti Saragossa).
Městská práva získala Jastarnia v roce 1973. V letech 1975–1998 náležela ke Gdaňskému vojvodství.

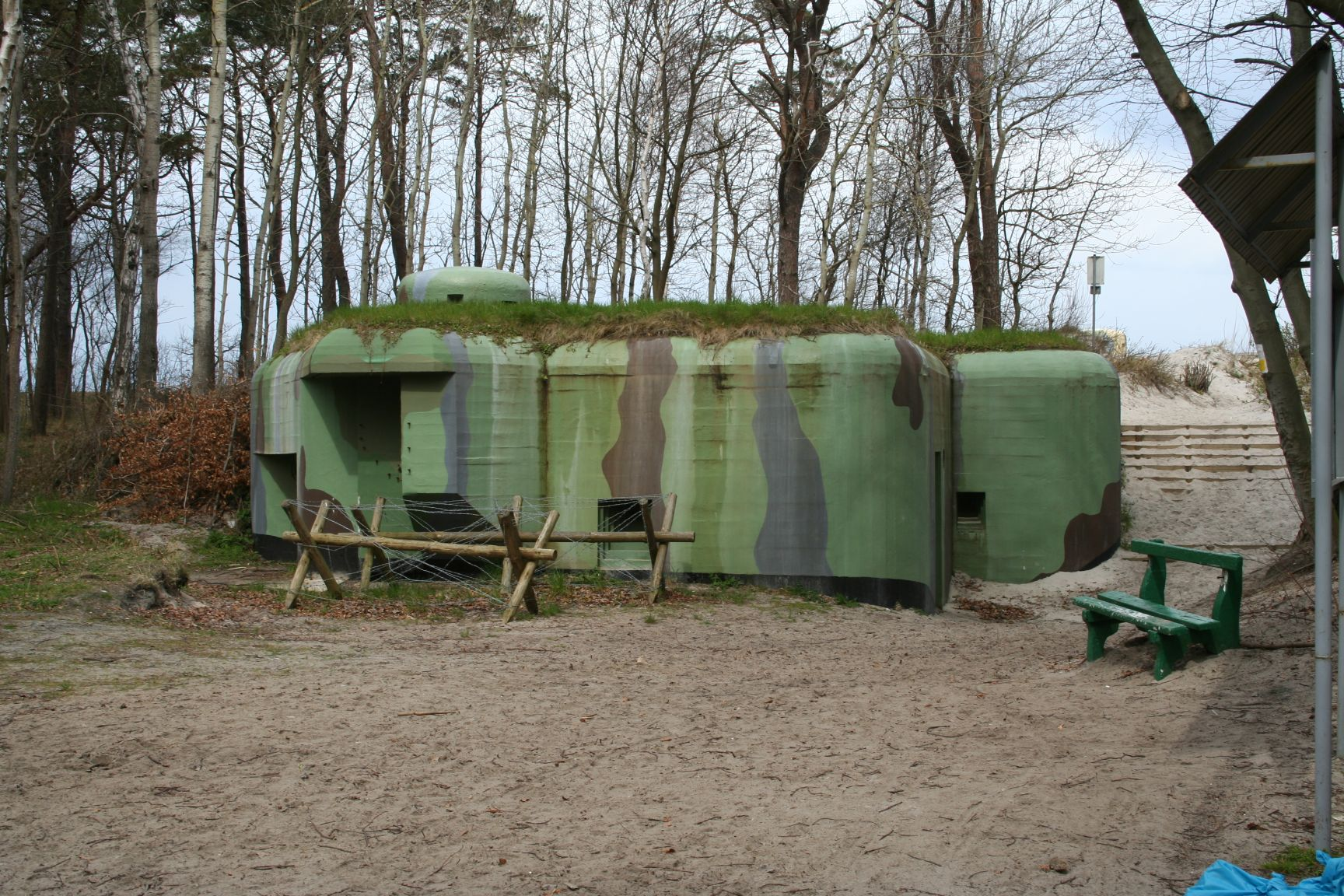
Pevnost Saragossa
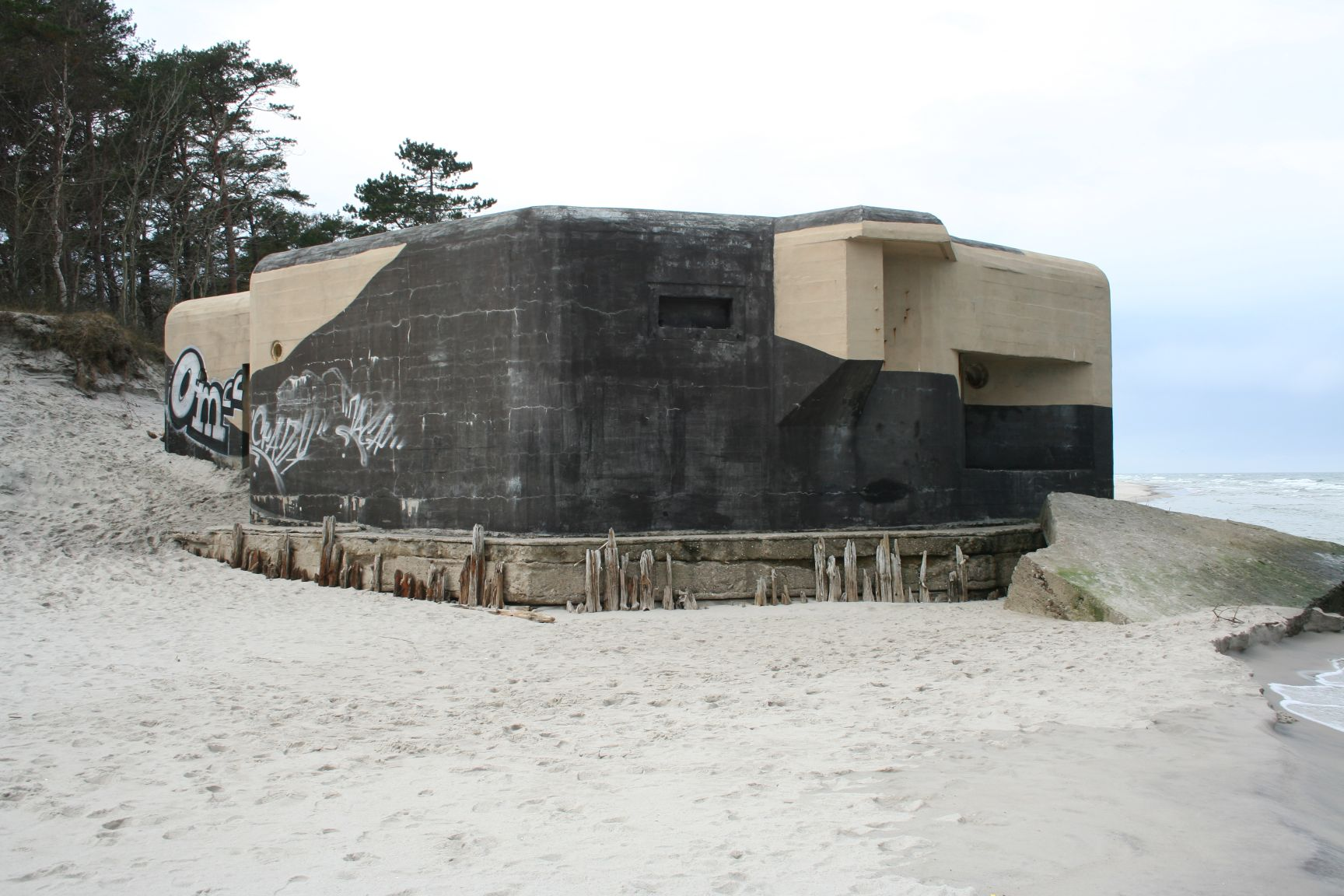
Pevnost Sęp
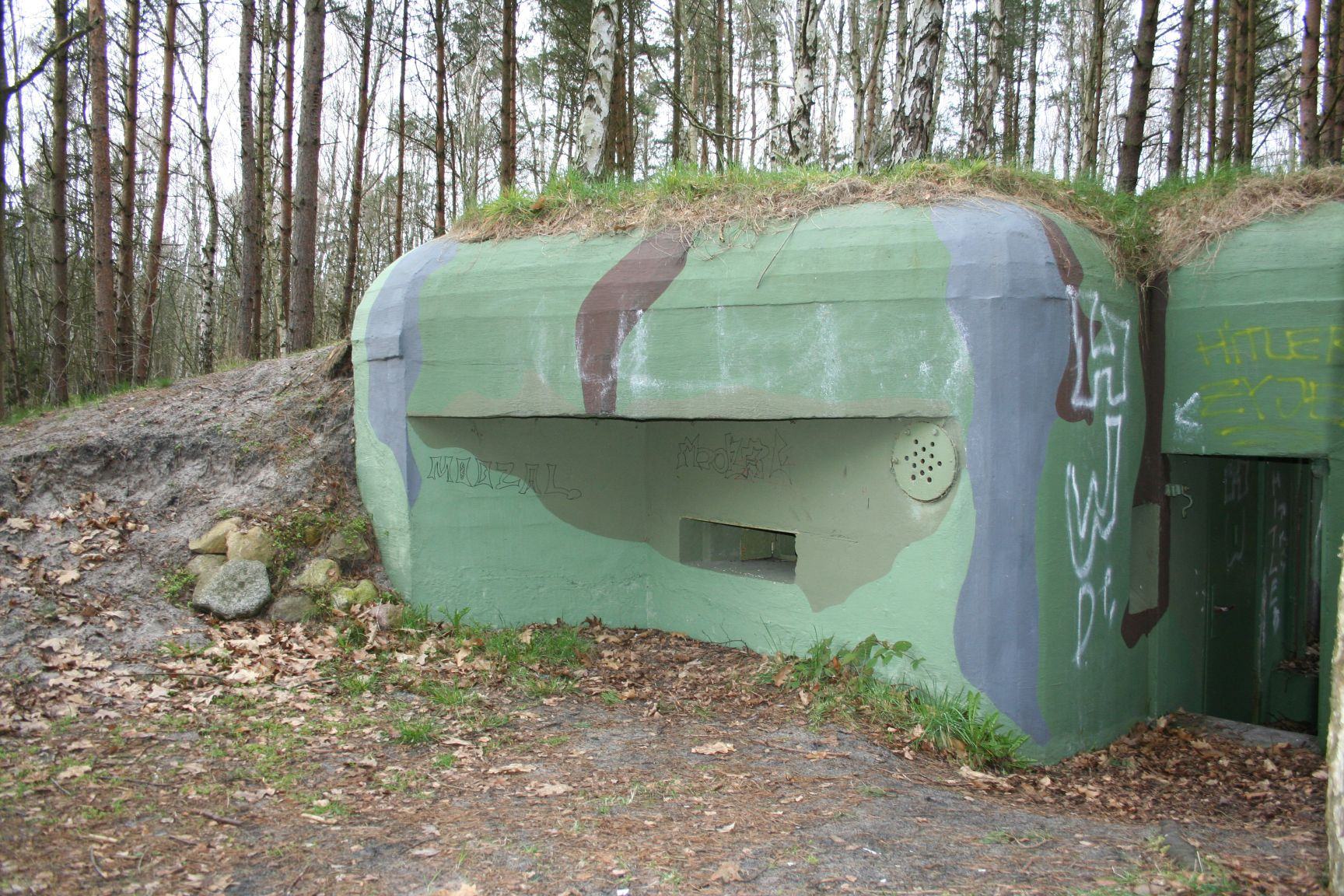
Lehčí opevnění

## Části města
Administrativními součástmi Jastarnie jsou dále Kuźnica a Jurata.

## Obyvatelstvo
Ve městě žije okolo 4 000 obyvatel (včetně městských částí, v samotné Jastarnii žije něco přes 3000 obyvatel). Jastarnia je sídlem s nejvyšším podílem kašubského obyvatelstva v Polsku (5,74 %).

## Doprava

Železniční stanice Jastarnia
Přístav v Jastarnii v noci
Maják

Městem prochází od roku 1922 železnice, na jeho území jsou dvě železniční stanice: Jastarnia a Jastarnia Wczasy. Téměř souběžně se železnicí vede silnice číslo 216.
Na jižním pobřeží města se nachází přístav a molo v Jastarni.
Maják v Jastarni má výšku 13,5 m, jeho světlo je 22 m nad hladinou moře. Viditelný je ze vzdálenosti 15 námořních mil.

## Turistika
Jastarnia je díky své poloze na pobřeží Baltského moře významným rekreačním střediskem.

Ve městě je rybářská chata, postavená v roce 1881 z částí vyřazených lodí. V okolí města se nachází naučná stezka přírodní rezervace Torfowe Kłyle (Rašeliniště Kłyle).

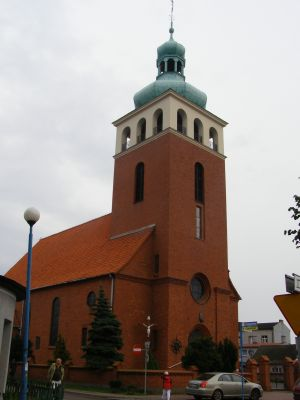
Neobarokní kostel postavený v roce 1931
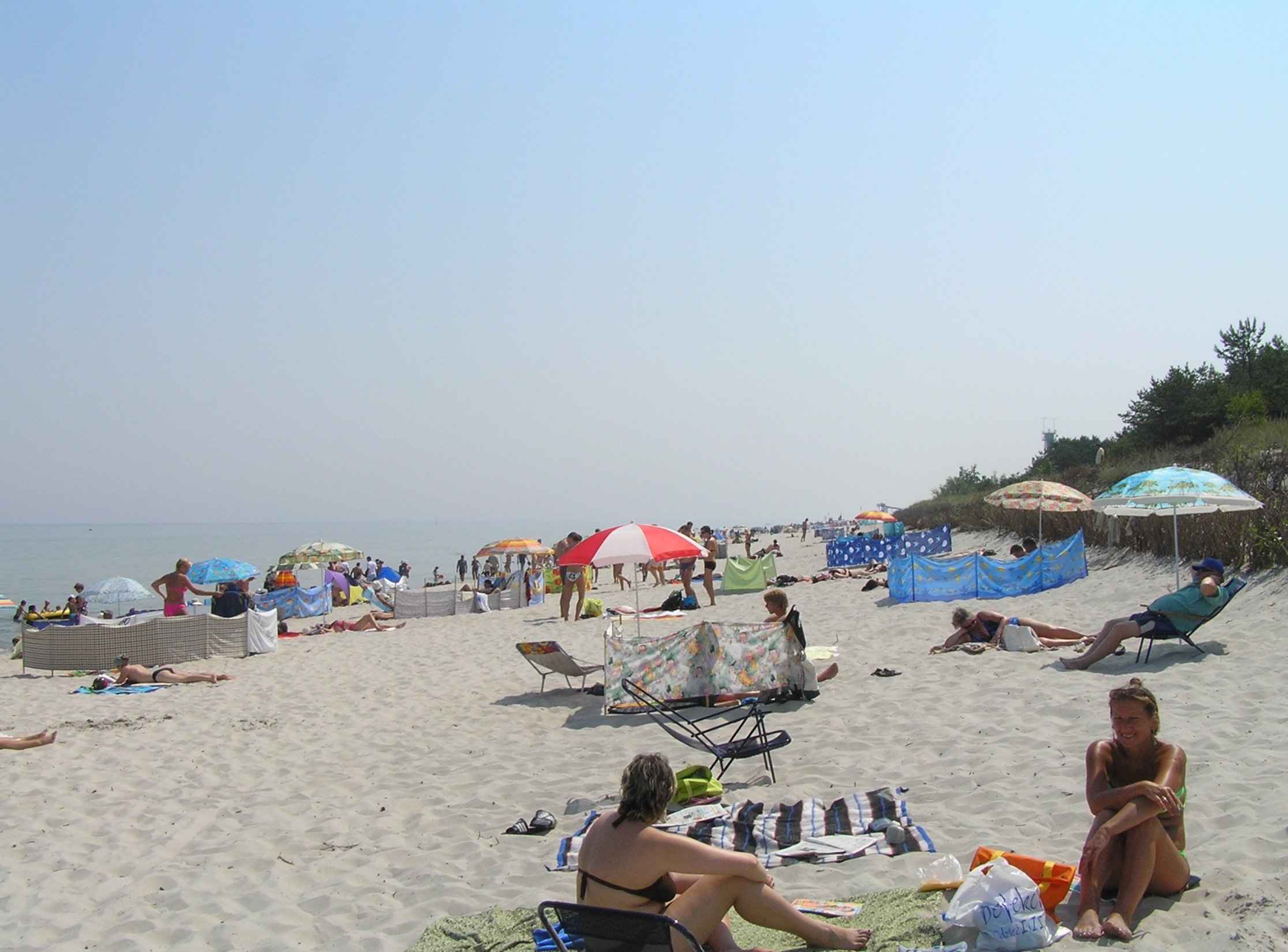
Pláž v Jastarnii
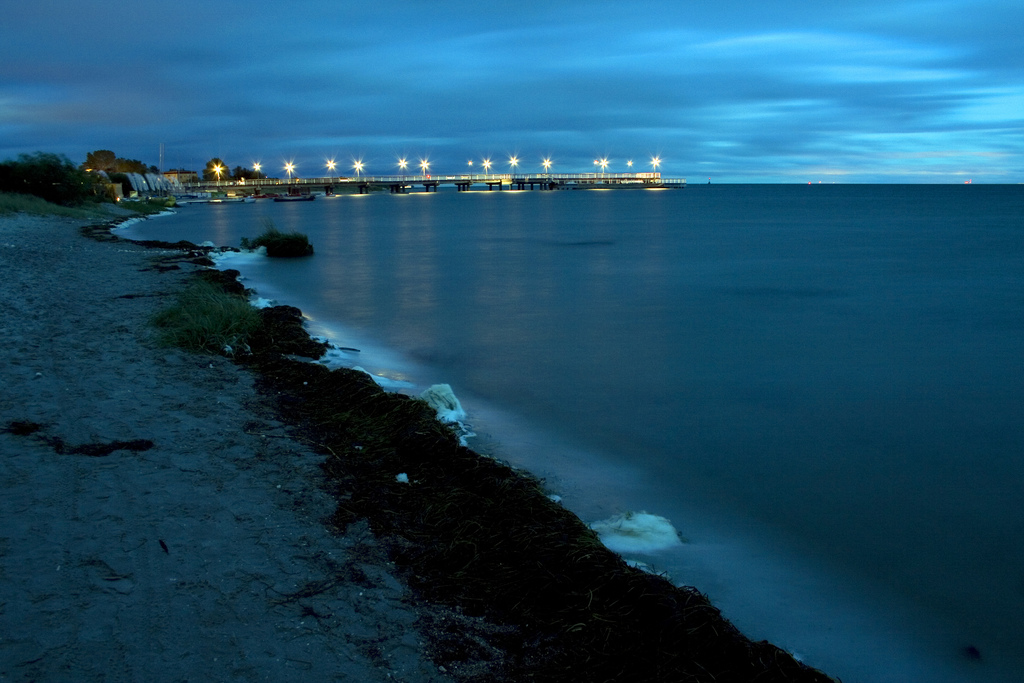
Molo v Jastarni
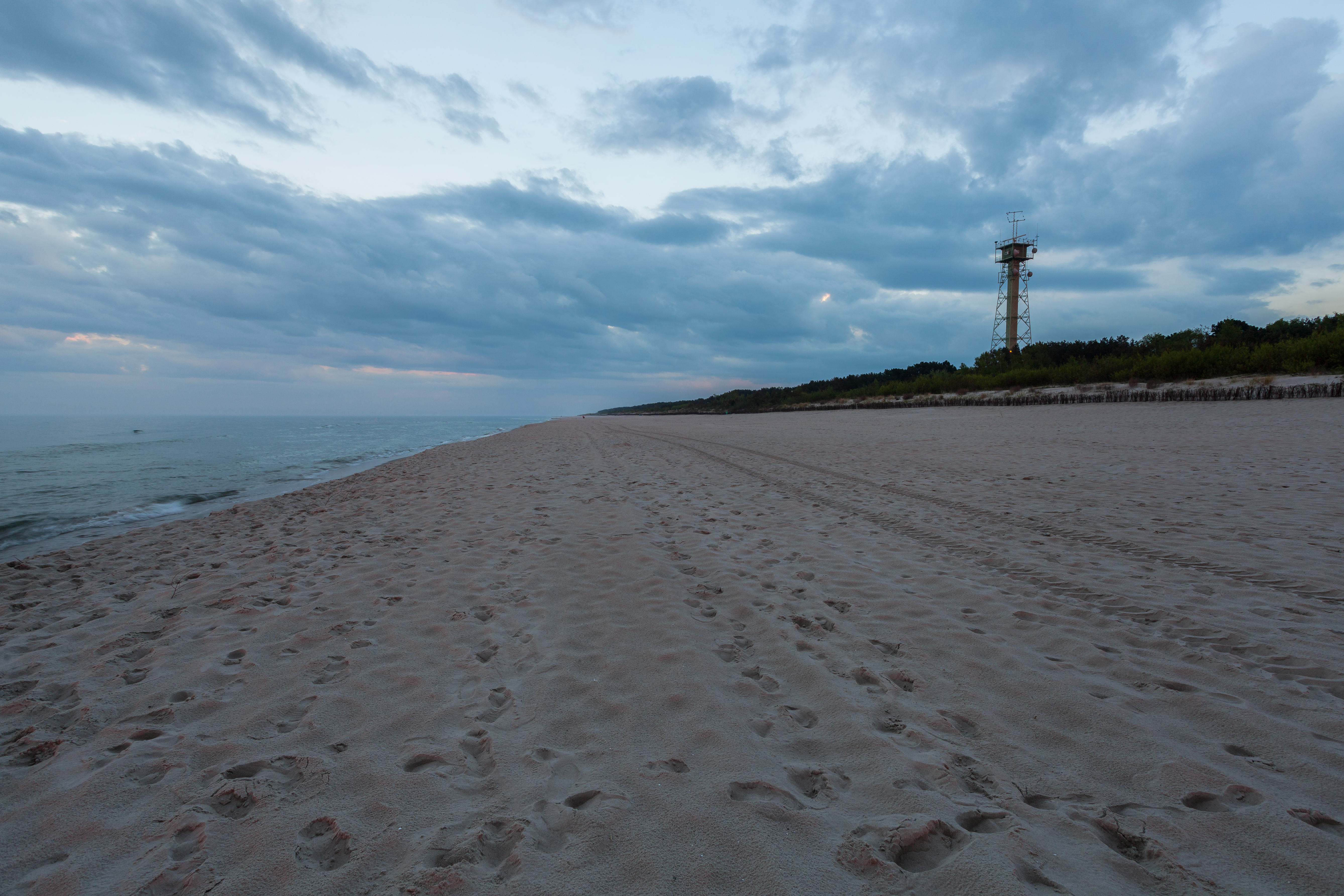
Pláž ve večerních hodinách